# Seeds of Rage
Seeds of Rage è il primo album in studio del gruppo musicale italiano Eldritch, pubblicato nel 1995 dalla Inside Out Music.

## Tracce
1. Incurably Ill – 6:45
2. Under This Ground – 5:00
3. Chains – 5:14
4. Cage of Sins – 4:55
5. Colors – 6:21
6. The Deaf and the Blind – 4:03
7. Ultimate Solution – 5:22
8. I Don't Know Why – 4:45
9. Chalice of Insantity – 3:41
10. Blind Promise – 5:19

## Formazione
Gruppo
- Terence Holler – voce
- Eugene Simone – chitarra, seconda voce
- Martin Kyhn – basso, seconda voce
- Oleg Smirnoff – sintetizzatore, pianoforte
- Adriano Dal Canto – batteria

Produzione
- Ingegneria – Luca Bechelli, Marco Viciani e Dario Cappanera
- Missaggio – Luca Bechelli, Marco Viciani ed Eldritch
- Masterizzato al Digipro di Peter van T'Riet nei Paesi Bassi
- Copertina – Kohlbecher e Partner Digital Design
- Fotografia – Paolo Pagnini dello Studio 2P di Rosignano (LI)